# وزارت بهداشت غزه
وزارت بهداشت غزه یک سازمان دولتی در نوار غزه است.

## تاریخچه
مناطق فلسطینی (کرانه باختری و نوار غزه) قبلاً توسط یک وزارت بهداشت دولتی اداره می‌شد. پس از تسلط حماس بر غزه در سال ۲۰۰۷، دولت حماس در نوار غزه وزرای بهداشتی جایگزین خود را نسبت به وزیران بهداشت در کرانه باختری منصوب کرد.
پس از تسلط حماس بر غزه در سال ۲۰۰۷، اعتصاب یک‌ماهه پزشکان به دلیل اختلافات سیاسی آغاز شد. دولت جدید غزه با باسم نعیم به عنوان وزیر بهداشت، مدیران و کارکنان بیمارستان‌های وابسته به فتح را با وفاداران حماس جایگزین کرد. جمعه السقا، یک جراح ۲۰ ساله در بیمارستان الشفاء، به دلیل حمایت از فتح شغل خود را از دست داد و از زمان تسلط حماس با دستگیری و حمله مواجه شد.
مدیرکل فعلی وزارت بهداشت غزه مدحت عباس است.

## صحت اطلاعات
از ۲۶ اکتبر ۲۰۲۳، وزارت بهداشت تنها منبع داده در مورد تلفات فلسطینی در طول جنگ ۲۰۲۳ اسرائیل و حماس باقی ماند. به دنبال گزارش‌های مورد مناقشه اولیه تلفات که بلافاصله پس از انفجار بیمارستان عرب الاهلی منتشر شد، وزارتخانه متهم به افزایش آمار تلفات شد.
لوک بیکر، رئیس سابق دفتر منطقه‌ای رویترز گفت که آمار تلفات وزارتخانه دیگر قابل اعتماد نیست و «هر مقام بهداشتی که از خط خارج شود و آمار تلفاتی را که حماس می‌خواهد به خبرنگاران گزارش ندهد، عواقب جدی دارد.» آنتونیو تاجانی، وزیر امور خارجه ایتالیا، بعداً این وزارتخانه را به گسترش «تبلیغات» متهم کرد، در حالی که جو بایدن، رئیس‌جمهور ایالات متحده اظهار داشت که به تعداد تلفات گزارش شده «بی‌اعتمادی» دارد.
در پاسخ به این اتهامات، عمر شاکر، مدیر اسرائیل و فلسطین در دیده‌بان حقوق بشر، گفت که «همه از ارقام وزارت بهداشت غزه استفاده می‌کنند، زیرا به‌طور کلی قابل اعتماد بودن آنها ثابت شده است.» همچنین، واشینگتن پست اعلام کرد که ارقام ارائه شده توسط این وزارتخانه توسط بسیاری از کارشناسان قابل اعتماد است. شاکر به یک منطقه خاکستری در تمایز جنگجویان از غیرنظامیان در میان کشته‌شدگان اشاره کرد.